# 北畠政郷
北畠 政郷（きたばたけ まささと）は、室町時代中期の武将・公家。伊勢国司北畠家第5代当主。名は政具（まさとも）、政郷（まささと）、政勝（まさかつ）と改めた。居所は多気御所。

## 生涯
元服に際して、室町幕府第8代将軍足利義政より偏諱を与えられ、政具（まさとも）と名乗る。
文明3年（1471年）父・北畠教具の死後、家督を相続し北畠家当主となる。諱を政具から政郷（まささと）に改めたのもこの頃とされる。
政郷は家督を継ぐと同時に伊勢の守護に任命された。北伊勢進出への大義名分としていたが、文明11年（1479年）新たに一色義春が守護に任命されると、北伊勢の雄である安濃郡の国人長野氏の長野政高ら諸豪と北畠家との抗争が再燃した。政郷はしばしば北伊勢への進出を図ったが大敗し、文明12年（1480年）に和解を余儀なくされた。長野氏との戦での敗退を機に政郷から政勝（まさかつ）に改名した。
文明18年（1486年）7月に出家して無外逸方と号し、40歳前後で家督を嫡男・具方（ともかた、のち材親）に譲ったという。 
政郷の代に宇治山田合戦が再発すると、文明18年（1486年）頃に介入したという記録がある。明応4年（1495年）に発生した、材親と木造師茂との内紛の際には、師茂の側を支援していたともいわれる。
生没年ははっきりしないが、一説には永正5年（1508年）11月4日または12月4日に、享年60、また62で多芸にて没した。

## 人物
弓道・馬術にすぐれ、和歌もよくした教養人とされる。
仏教への関心が強く浄眼寺の開基のほか、了庵桂悟を招いての開眼供養なども行っている。
他方で公家からは敬遠されていたとされ、父の教具が従二位権大納言、子の具方が正三位権大納言まで叙されたのに対し、自らは従四位上右近衛権中将までにとどまっており公家の日記には中将への昇任も何かの間違いと記すものもあるという。

## 肖像画
文明10年（1478年）に政郷自身が建立した菩提寺である浄眼寺（三重県松阪市大阿坂町）には、政郷の寿像（生前に描かれた肖像）「当寺開基無外逸方大禅定門之寿像」がある。中世日本の肖像画としては珍しい立った姿の画像で、しかも右上の日輪を見上げている。賛は像主自ら作った偈文を、浄眼寺開山の大空玄虎が明応3年（1494年）に書している。意味は「悟りを得れば運命に翻弄されることもない。万物は本来、生じも滅びもしない」。

## 官歴
注記のないものは『諸家伝』による。
- 時期不詳：叙爵（従五位下）、右近衛少将
- 長禄4年（1460年） 正月5日：従五位上
- 寛正5年（1465年） 11月6日：正五位下
- 文明8年（1476年） 正月6日：従四位下
- 文明10年（1478年） 8月17日：従四位上
- 時期不詳：右近衛権中将
- 文明18年（1486年） 7月：出家[1]
- 永正5年（1508年） 11月4日または12月4日：卒去

## 系譜
- 父：北畠教具[4]
- 母：不詳
- 生母不詳の子女
  - 長男：北畠材親[4]（1468-1517）
  - 男子：大河内親忠[4] - 大河内親郷の養子
  - 男子：孝縁[4]
  - 男子：神戸具盛[4]（?-1551） - あるいは北畠材親の子
  - 女子：長野具藤室[4]

政郷の系統からは四男・顕晴（あきはる）に始まる田丸氏が出た。また、親忠（ちかただ）が大河内氏、師茂（もろしげ）が木造氏、具盛が神戸氏の養子となっている。他に男子として興福寺の別当東門院へ入った孝縁という僧がいる。神戸具盛と、親忠の跡を継いだ頼房（よりふさ）については子とも孫（材親の子）ともいわれる。

## 参考資料
- 渡邊大門  「北畠政勝」「北畠具方」（歴史群像編集部編 『戦国時代人物事典』 学習研究社、2009年） ISBN 4054042902
- 正宗敦夫編『諸家伝』日本古典全集刊行会、1940年
- したたかに生きた戦国武将－簡素な構図　北畠政勝像
- 北畠氏揺るがす兄弟合戦－分家・木造氏との対立絡み
- 北畠氏介入で大規模化－宇治と山田の合戦
- 赤外線調査で新事実―伊勢国司北畠政勝像
- 武家家伝＿伊勢大河内氏